# 1950–1959
| 1940–1949 | 1950 | 1951 | 1952 | 1953 | 1954 | 1955 | 1956 | 1957 | 1958 | 1959 | 1960–1969 |

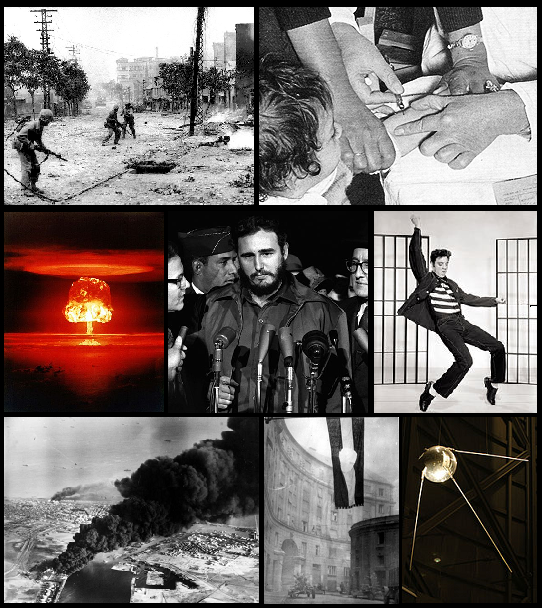
Koláž významných momentů z padesátých let

Roky 1950–1959, souhrnně zvané 50. léta 20. století, jsou obdobím charakterizovaným mimo jiné následujícími událostmi:
- následky druhé světové války:
  - splácení výdajů na zbrojení a válečných reparací
  - vypořádání vládních dluhopisů kupovaných občany, moření státních dluhů spojených se zbrojením
  - opětovné budování válkou zničené evropské ekonomiky (v západní Evropě uspělo s pomocí Marshallova plánu)
  - operace Paperclip pro získání německých vědců do služeb USA
- počáteční období studené války mezi euroamerickým a sovětským blokem, začátek soupeření dvou supervelmocí
  - závody ve zbrojení mezi SSSR a USA ve své počáteční fázi, expanze armád obou velmocí stejně jako vesmírný závod nekonvenční a exotické způsoby válčení a špionáže
  - období testů atomových bomb
  - Korejská válka – první větší zástupná válka studené války
- v USA: Mccarthismus – stíhání za „neamerickou činnost“ přecházejí až ve fobii z komunismu a komunistů
- v Sovětském svazu: Stalinismus, antisemitismus, politické procesy, justiční vraždy, GULAGy, v nichž pracovali režimu nepřizpůsobiví a němečtí váleční zajatci, po smrti Stalina postupné uvolňování, kritika kultu osobnosti na XX. sjezdu KSSS
- v evropských bolševických diktaturách: nejtužší represe, vykonstruované procesy, propaganda, znárodňování, kolektivizace, v kultuře: socialistický realismus
- v ČSR: upevnění systému bolševické diktatury, kolektivizace, konsolidace vůdčí úlohy KSČ v zemi, konformizace vůči SSSR, transformace na těžký průmysl, elektrifikace obcí, od Stalinovy smrti postupné uvolňování, po úspěšné účasti na výstavě Expo 58 částečná liberalizace
- vypuštění první umělé družice Sputnik 1, počátek vesmírných závodů
- období uplatnění mnoha vynálezů (automatická převodovka, mikrovlnná trouba, automyčka, stereofonní zvuk s vysokou hustotou zápisu, airbagy, kreditní karta, …)
- éra rozmachu poválečného konzumerismu (a reakcí na to byla Beat generation)
- vzestup televizního vysílání (jak co do nabídky tak poptávky)
- vzestup telefonní komunikace
- postupné zvyšování osobní dopravy a objemu mezinárodně přepravovaného zboží (odklon od locavorismu)
- pomalý ale jistý vývoj sálových počítačů, navržen programovací jazyk Fortran (1957)
- pokračování dekolonizace v Africe a Asii, která vyvrcholí na začátku dalšího desetiletí

## Věda a technika
Mezi významné vědecké úspěchy 50. let patřilo odhalení struktury DNA v roce 1953. James Watson a Francis Crick, s přispěním Rosalind Franklinové a Maurice Wilkinse, popsali dvojšroubovicovou strukturu DNA, což vysvětlilo, jak je genetická informace uložena a předávána. Tento objev otevřel dveře k rozvoji molekulární biologie, genetiky a biotechnologií, což mělo zásadní důsledky pro medicínu, zemědělství a další obory.
Současně se v padesátých letech začala psát historie počítačové éry. V roce 1951 byl uveden do provozu UNIVAC I, první komerčně dostupný počítač, který se používal pro zpracování dat v oblastech jako meteorologie, finance a průmysl. O tři roky později, v roce 1954, byl vyvinut programovací jazyk Fortran, který zjednodušil psaní softwaru a přispěl k rozvoji počítačové vědy. V roce 1958 představili Jack Kilby a Robert Noyce nezávisle na sobě integrovaný obvod, což byl důležitý krok v miniaturizaci elektroniky a položil základy pro moderní počítače, mobilní telefony a další digitální technologie.
V oblasti jaderné energie a zbraní došlo k významným pokrokům. V roce 1954 byla v Sovětském svazu spuštěna první jaderná elektrárna na světě v Obninsku, a později, v roce 1957, byla v USA spuštěna první komerční jaderná elektrárna Shippingport. Jaderná energie se stala slibným zdrojem elektřiny, i když s sebou nesla obavy z bezpečnosti a rizik. Současně pokračoval vývoj jaderných zbraní. V roce 1952 USA otestovaly první vodíkovou bombu, která byla mnohem silnější než atomové zbraně použité během druhé světové války. Sovětský svaz následoval v roce 1953 svou vlastní vodíkovou bombou, což zvýšilo napětí studené války.
V medicíně došlo k významným pokrokům. V roce 1952 americký virolog Jonas Salkvyvinul první vakcínu, která pomohla zastavit epidemie dětské obrny. V roce 1957 pak Albert Sabin představil orální vakcínu, která se stala široce používanou. V roce 1954 byla provedena první úspěšná transplantace ledviny mezi jednovaječnými dvojčaty, což otevřelo cestu pro další pokroky v transplantologii.
V dopravě přinesla padesátá léta revoluci v letecké dopravě. V roce 1952 byl uveden do provozu první komerční proudový letoun de Havilland Comet, který zkrátil dobu letů a zvýšil pohodlí cestujících. V roce 1958 byl dán do provozu Boeing 707, který se stal symbolem moderního letectví a přispěl k masové popularitě letecké dopravy. V automobilovém průmyslu se prosadily inovace jako automatická převodovka a systém klimatizace, které zvýšily komfort řidičů a cestujících.

### Kosmonautika
Období 1950–1959 bylo pro kosmonautiku zásadní a znamenalo začátek vesmírného věku. Toto desetiletí bylo poznamenáno intenzivním soupeřením mezi Sovětským svazem a Spojenými státy, které se později stalo známé jako „Vesmírný závod“. Tento závod byl součástí širšího kontextu studené války a vedl k rychlému pokroku v raketových technologiích a průzkumu vesmíru.
Sovětský svaz 4. října 1957 vypustil Sputnik 1, první umělou družici Země. Tento malý kovový satelit, který vysílal jednoduché rádiové vlny, obletěl Zemi a vyvolal velkou pozornost po celém světě. Pro USA to byl šok, který vedl k tzv. „Sputnikové krizi“ a urychlil jejich vlastní vesmírné úsilí. O měsíc později, 3. listopadu 1957, Sovětský svaz poslal do vesmíru Sputnik 2 s první živou bytostí – fenou Lajkou. Lajka se stala prvním tvorem, který se dostal na oběžnou dráhu Země.
USA na tyto úspěchy zareagovaly 31. ledna 1958 vypuštěním své první družice Explorer 1. Tato mise nejenže obnovila americkou prestiž, ale také přinesla významný vědecký objev – detekci Van Allenových radiačních pásů obklopujících Zemi. O několik měsíců později, 29. července 1958, byla založena NASA (Národní úřad pro letectví a vesmír), americká vesmírná agentura, která měla koordinovat veškeré vesmírné aktivity USA.
Rok 1959 byl pro kosmonautiku obzvláště plodný. Sovětský svaz 2. ledna vypustil sondu Luna 1, která se stala prvním umělým objektem, jenž proletěl kolem Měsíce a následně vstoupil na oběžnou dráhu Slunce. O několik měsíců později, 12. září 1959, dopadla sonda Luna 2 na povrch Měsíce, čímž se stala prvním lidským výtvorem, který se dotkl jiného nebeského tělesa. A konečně 4. října 1959, přesně dva roky po vypuštění Sputniku 1, sonda Luna 3 pořídila první snímky odvrácené strany Měsíce, což lidstvu poprvé odhalilo tajemství této neviditelné části nejbližšího vesmírného souseda Země.
Během tohoto desetiletí došlo také k významnému pokroku v raketových technologiích. V Sovětském svazu pracoval konstruktér Sergej Koroljov, zatímco v USA vedl vývoj raket Wernher von Braun, bývalý německý inženýr, který po druhé světové válce začal pracovat pro USA. Jejich práce položila základy pro pozdější lety s lidskou posádkou a další průlomové mise.

## 50. léta v Československu
Začátek 50. let byl v Československu ve znamení utužování komunistického režimu. Při vyšetřování tzv. Číhošťského zázraku byl 25. února 1950 ubit farář Josef Toufar. V noci 13. dubna 1950 byla zahájena Akce K proti mužským řeholním řádům, na kterou navazovala 27. září Akce Ř proti ženským řeholním řádům. Na Slovensku začala podobná Akce R 29. srpna 1950. V těchto akcích byly internovány tisíce řeholníků a řeholnic a zabaven majetek klášterů.
Dne 8. června 1950 byli v politickém procesu s Miladou Horákovou odsouzeni 4 lidé k trestu smrti. V Babicích na Třebíčsku byli 2. července 1951 zastřeleni tři funkcionáři KSČ a v následných vykonstruovaných procesech bylo 11 lidí odsouzeno k trestu smrti. U města Aše se 11. září 1951 podařilo několika desítkám lidí emigrovat v tzv. Vlaku svobody. Celkem 15 občanů bylo 4. července 1952 odsouzeno k několikaletému vězení v tzv. procesu se Zelenou internacionálou proti katolické inteligenci. V procesu s Rudolfem Slánským bylo 27. listopadu 1952 vyneseno 11 rozsudků smrti. Úmrtí Josifa Vissarionoviče Stalina 5. března 1953 a následně prvního československého komunistického prezidenta Klementa Gottwalda 14. března 1953 přineslo částečné uvolnění ve společnosti.
Novým prezidentem byl zvolen dosavadní premiér Antonín Zápotocký a premiérem se na 10 let stal dřívější ministr zahraničí Viliam Široký. Nástup Zápotockého poznamenala 1. června 1953 měnová reforma, která ukončila přídělový systém, způsobila inflaci a lidé přišli o úspory. Nevole občanů se v následujících dnech projevila především při nepokojích v Plzni. V říjnu 1953 se ozbrojená Skupina bratří Mašínů prostřílela přes území Německé demokratické republiky do Západního Berlína. Antonín Zápotocký kritizoval dosavadní násilnou kolektivizaci a bylo zastaveno přestěhovávání tisíců rodin v rámci tzv. Akce kulak. Přesto nadále u soudů probíhaly politické procesy, při nichž byl například budoucí prezident Gustáv Husák 24. dubna 1954 odsouzen na doživotí. K přezkoumání výše trestů v procesech byla 10. ledna 1955 ustavena Barákova komise.
V Praze na Letné byl 1. května 1955 odhalen Stalinův pomník. Bylo to 10 měsíců před Chruščovovým vystoupením proti kultu osobnosti Stalina. Dne 14. května 1955 se Československo stalo zakládajícím členem Varšavské smlouvy. V dnech 9.–16. července 1957 navštívili Prahu a další města Nikita Sergejevič Chruščov a Nikolaj Alexandrovič Bulganin. Po úmrtí Zápotockého byl 19. listopadu 1957 zvolen třetím komunistickým prezidentem generální tajemník ÚV KSČ Antonín Novotný. Během druhé pětiletky přimělo vládu v roce 1958 postupné ekonomické zaostávání k zavedení tzv. Rozsypalovy reformy.

### Československá věda a kultura
V roce 1953 byla založena Československá akademie věd. Československá televize zahájila pravidelné vysílání 25. února 1954. Ve výzkumném ústavu v Řeži byl roku 1957 spuštěn první výzkumný reaktor VVR-S v Československu. Na Světové výstavě EXPO v Bruselu v roce 1958 byl československý pavilon oceněn jako nejlepší. Představilo se zde nově vzniklé divadlo Laterna magika. V roce 1958 bylo založeno Divadlo Na zábradlí a o rok později divadlo Semafor. Cestovatelé Miroslav Zikmund a Jiří Hanzelka se 1. listopadu 1950 vrátili ze čtyřleté expedice po Africe a Americe. Na pětiletou cestu do Asie, Austrálie a Oceánie odjeli 22. dubna 1959. Chemik Jaroslav Heyrovský jako první československý občan obdržel 10. prosince 1959 Nobelovu cenu za chemii.
V tomto desetiletí měly premiéru filmy režisérů Karla Zemana (Cesta do pravěku a Vynález zkázy), Bořivoje Zemana (Dovolená s Andělem, Anděl na horách, Byl jednou jeden král…, Pyšná princezna), Martina Friče (Císařův pekař – Pekařův císař, Dařbuján a Pandrhola, Princezna se zlatou hvězdou), Karla Steklého (Poslušně hlásím, Dobrý voják Švejk), Eduarda Hofmana (Stvoření světa), Josefa Macha (Hrátky s čertem) a Jaromíra Pleskota (Obušku, z pytle ven!).

### Československý sport
Zimních olympijských her v Oslu se v roce 1952 zúčastnilo 22 československých sportovců, ale nezískali žádnou medaili. Naopak při letních olympijských hrách v Helsinkách ve stejném roce zvítězil Emil Zátopek v běhu na 5 000, 10 000 metrů a v maratonu. Ze zimních olympijských her v Cortina d'Ampezzo v roce 1956 českoslovenští sportovci opět nepřivezli medaili, ale v létě toho roku na olympijských hrách v Melbourne zvítězila Olga Fikotová v hodu diskem.
Na mistrovství světa v ledním hokeji v letech 1955, 1957 a 1959 získali českoslovenští hokejisté bronzové medaile. Mistrovství světa v roce 1959 pořádalo Československo. Při politickém procesu 7. října 1950 bylo 11 hokejových reprezentantů odsouzeno k několikaletým trestům za vlastizradu.

### Další události v Československu
- 1. ledna 1950 – Vedením matrik byla místo církví pověřena státní správa.
- 1. března 1950 – Podle sčítání lidu žilo v Československu 12 338 450 obyvatel.
- 21. prosince 1950 – Při železniční nehodě v Podivíně zemřelo 34 lidí.
- 1. května 1951 – V češtině začala z Mnichova vysílat rozhlasová stanice Svobodná Evropa.
- 26. srpna 1952 – Při železniční nehodě v Suchdole nad Odrou zemřelo 14 lidí.
- 10. března 1953 – V Čechách byl sestřelen americký stíhací bombardér F-84 Thunderjet.
- 26. září 1953 – V Praze byl otevřen 423 metrů dlouhý Letenský tunel.
- 24. prosince 1953 – Při druhé největší české železniční nehodě u Šakvic zemřelo 103 lidí.
- 28. ledna 1954 – V procesu s krajskými tajemníky byla na doživotí odsouzena Marie Švermová.
- 15. června 1954 – Na X. sjezdu KSČ byl jejím generálním tajemníkem svolen Antonín Novotný.
- 10. července 1954 – Při povodních měla Vltava v Praze průtok 2275 m³/s.
- 12. prosince 1954 – Byla jmenována druhá vláda Viliama Širokého, která vládla do 11. července 1960.
- 28. listopadu 1954 – Ve volbách Národního shromáždění bylo zvoleno 368 poslanců Národní fronty Čechů a Slováků, z nichž 262 byli komunisté. Proběhly také volby do Slovenské národní rady.
- 23. června 1955 – V Praze začala první poválečná spartakiáda, které se účastnilo okolo 1,7 milionu cvičenců.
- duben 1956 – Na II. sjezdu Svazu československých spisovatelů zazněl požadavek na uvolnění cenzury a Jaroslav Seifert se zastal uvězněných spisovatelů.
- 28. října 1956 – V New Yorku začal vycházet český exilový časopis Svědectví.
- 1. ledna 1957 – Byla stanovena hranice důchodového věku 60 let pro muže a 55 let pro ženy.
- 28. dubna 1957 – Při železniční nehodě v Bylnici zemřelo 10 lidí.
- 18.–21. června 1958 – V Praze za účasti 1 421 delegátů proběhl XI. sjezd KSČ.
- 7. dubna 1959 – U Příbrami spadl meteorit, který byl poprvé na světě nalezen pomocí snímků z bolidových kamer.

## Hlavy států a političtí lídři
- Francie
  - prezident: Vincent Auriol (1947–1954), René Coty (1954–1959), Charles de Gaulle (1959–1969)
- Sovětský svaz
  - Generální tajemník ÚV KSSS: Josif Vissarionovič Stalin (1922–1952), Nikita Sergejevič Chruščov (1953–1964)
- Spojené království
  - král: Jiří VI. (1936–1952), Alžběta II. (1952–2022)
  - premiér: Clement Attlee (1945–1951), Winston Churchill (1951–1955), Anthony Eden (1955–1957), Harold Macmillan (1957–1963)
- Spojené státy americké
  - prezident: Harry S. Truman (1945–1953), Dwight D. Eisenhower (1953–1961)
- Vatikán
  - papež: Pius XII. (1939–1958), Jan XXIII. (1958–1963)
- Československo
  - prezident: Klement Gottwald (1948–1953), Antonín Zápotocký (1953–1957), Antonín Novotný (1957–1968)
  - premiér: Antonín Zápotocký (1948–1953), Viliam Široký (1953–1963)
- Spolková republika Německo
  - prezident: Theodor Heuss (1949–1959), Heinrich Lübke (1959–1969)
  - spolkový kancléř: Konrad Adenauer (1949–1963)
- Německá demokratická republika
  - prezident: Wilhelm Pieck (1949–1960)
  - Generální tajemník SED: Walter Ulbricht (1950–1971)
- Polsko
  - prezident: Bolesław Bierut (1947–1952), Aleksander Zawadzki (1952–1964)
  - premiér: Józef Cyrankiewicz (1947–1952), Bolesław Bierut (1952–1954), Józef Cyrankiewicz (1954–1970)
- Rakousko
  - prezident: Karl Renner (1945–1950), Theodor Körner (1951–1957), Adolf Schärf (1957–1965)
  - spolkový kancléř: Leopold Figl (1945–1953), Julius Raab (1953–1961)

## Úmrtí
Během tohoto desetiletí z osobností zemřeli politici Josif Vissarionovič Stalin, Jiří VI., Klement Gottwald, Antonín Zápotocký a Rudolf Slánský, umělci Frida Kahlo, Josef Lada, František Kupka, Bohuslav Martinů, Saša Rašilov starší, Jindřich Plachta a Emil František Burian, spisovatelé George Bernard Shaw, George Orwell, Vítězslav Nezval, Petr Bezruč, Ivan Olbracht, Fráňa Šrámek a Eduard Štorch či další osobnosti jako Albert Einstein, Alexander Fleming, Ferdinand Porsche, Alan Turing, Milada Horáková, Josef Toufar a Gustav Frištenský.